# Krameria lappacea
La ratania (Krameria lappacea) es una especie de planta medicinal del género Krameria perteneciente a la familia Krameriaceae. Es originaria de la Cordillera de los Andes.

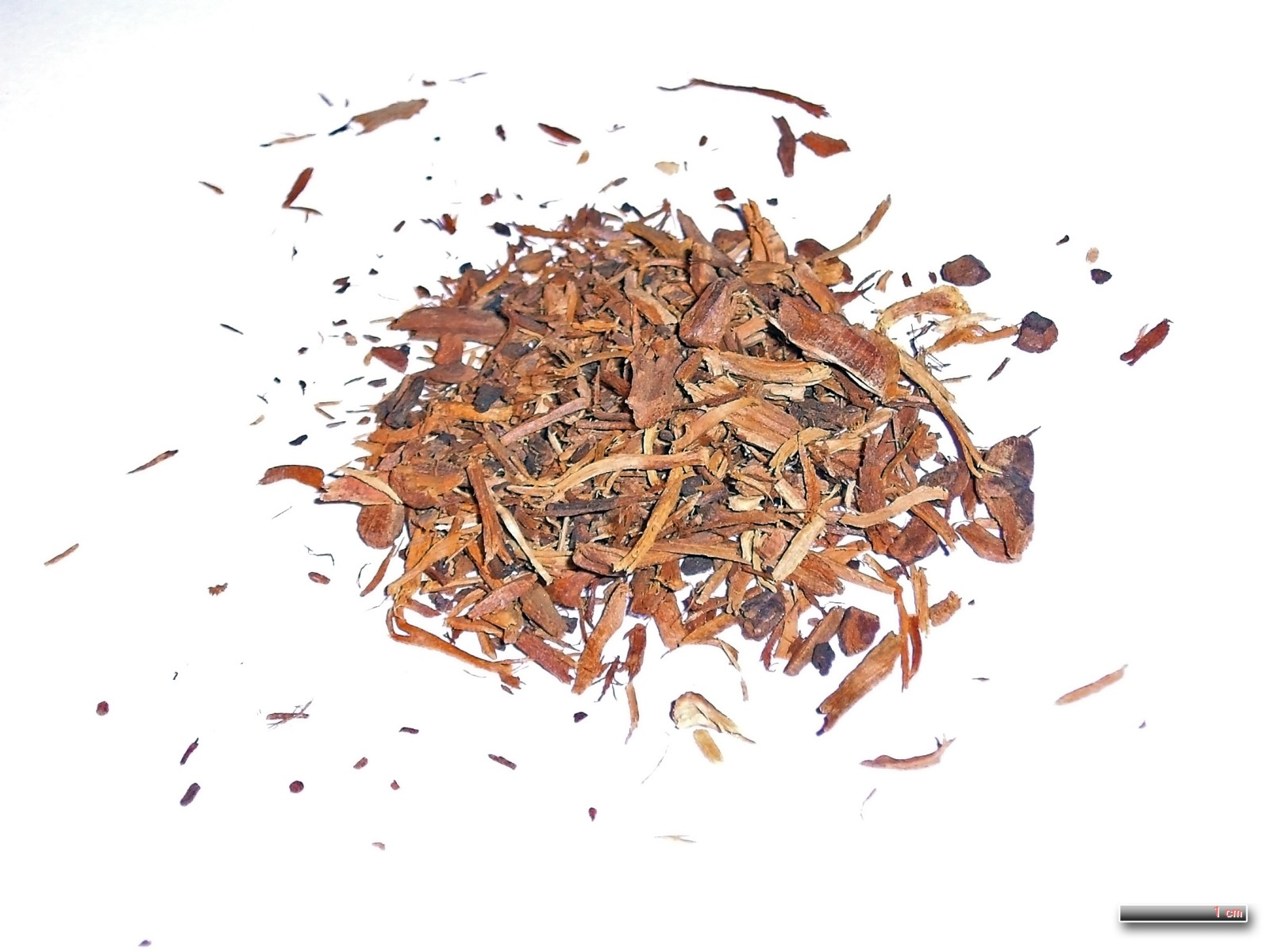
Corteza

## Descripción
Es un arbusto con la raíz muy ramosa, horizontal y no muy larga. Su corteza es gruesa, de color marrón rojizo y de color rojo su interior. El tallo es cilíndrico y ramoso, con ramas que miden 50-80 cm de longitud; que en su juventud son de color blanquecino y velludas y que en edad adulta se tornan de color oscuro y desnudas. Tiene las hojas alternas, sésiles, oblongas-ovadas y con peciolo corto. La flor es de color rojo y grande con el cáliz que tiene cuatro sépalo y la corola con cuatro pétalos. El fruto es una drupa seca y pilosa con aguijones, con una o dos semillas comestibles en su interior.

## Distribución y hábitat
Es originario de la Cordillera de los Andes, donde crece a una altitud de 900 - 1200 metros, en terreno secos, arenosos o de grava. Se encuentra en las zonas andinas del Perú, Bolivia, Colombia, Ecuador, Chile y Brasil, e incluso se han observado en Centroamérica y México.

## Historia
La ratania se utilizaba en las culturas precolombinas como un potente astringente. El botánico español Hipólito Ruiz López, fue el que la introdujo en Europa en 1780 y le dio su actual nombre de Krameria triandra.

## Taxonomía
Krameria lappacea fue descrita por (Dombey) Burdet & B.B.Simpson y publicado en Candollea 38: 696. 1983.
Etimología
Krameria: nombre genérico otorgado en honor de Johann Georg Heinrich Kramer (abrev. bot. J.G.H.Kramer), un famoso botánico y físico austro-húngaro del siglo XVIII.
triandra: epíteto latíno que significa  (tres machos), se debe a la estructura de sus flores que poseen tres estambres.
Sinonimia
- Krameria canescens Willd. ex Schult.
- Krameria iluca F.Phil.
- Krameria linearis Poir.
- Krameria pentapetala Ruiz & Pav.
- Krameria triandra Ruiz & Pav.
- Krameria triandra var. humboldtiana Chodat
- Landia lappacea Dombey[2]

## Propiedades
Principios activos
Contiene taninos: krameriatanino y ácido ratanotánico. De un color intensamente rojo se le denomina comercialmente rojo de ratania. Reaccionan como taninos catéquicos y presentan una estructura similar a la del caucho. Además contiene ceras, gomas, azúcares, lignina, ácido catéquico, oxalato de calcio y almidón.
Propiedades medicinales
- Astringente: por su altísimo contenido en taninos es un potente astringente, utilizado en tumefacciones de los labios, irritaciones y hemorragias de la mucosa gingival.
- Sistema digestivo: utilizado en el tratamiento de diarreas, enteritis simples y hemorrágicas, así como en amebiasis. Por vía externa se usa en forma de pomada o supositorios para tratar hemorroides o fisuras anales.
- Ginecología: por su efecto hemostático, se recomienda en casos de menstruación excesiva y para las vaginitis. Por vía externa se usa para anginas, faringitis, glositis, úlceras bucales y hemorroides.[1]

Usos La tintura de la raíz de ratania se utilizaba hasta hace pocos años para dar cuerpo al vino de Oporto.

## Nombres comunes
- Castellano: ratania, ratania del Perú, raíz para los dientes, ratania de payta, mapato, pumacuchu y pacul.[4]